# Ryan Giggs
Ryan Joseph Giggs (született Ryan Joseph Wilson, Cardiff, 1973. november 29. –) walesi labdarúgó, aki egész profi karrierje során a Manchester Unitedben játszott. Az 1990-es években szinte kivétel nélkül balszélsőként lépett pályára, később gyakran belső középpályásként számított rá a csapata. A hatodosztályban érdekelt Salford City társtulajdonosa, volt csapattársaival (Phil Neville, Gary Neville, Nicky Butt, Paul Scholes) együtt. 2018 és 2022 között Wales szövetségi kapitánya volt.

## Pályafutása

### Manchester United

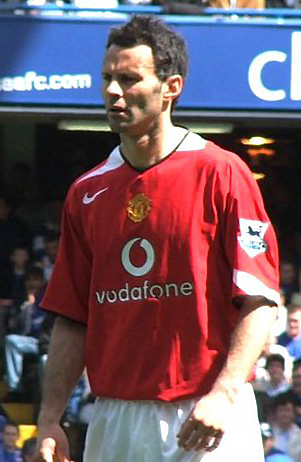
Ryan Giggs 2006-ban

Giggs a Manchester City ifiakadémiáján kezdett futballozni. 14. születésnapján Sir Alex Ferguson meglátogatta és meggyőzte, hogy csatlakozzon a Manchester Unitedhez. 1990. november 29-én kapott profi szerződést. 1991 márciusában. az Everton ellen mutatkozhatott be. Május 4-én, épp a Manchester City ellen lépett pályára először kezdőként és rögtön győztes gólt szerzett. Első trófeáját 1992. április 12-én gyűjtötte be, amikor a United a Ligakupa döntőjében legyőzte a Nottingham Forestet. Ő készítette elő Brian McClair győzelmet jelentő találatát.
Az 1992–93-as szezonra állandó tagja lett a Manchester Unitednek és az angol labdarúgás egyik legígéretesebb tehetségévé nőtte ki magát. Bár nem csatárként játszott, gólerős játékosnak számított és több szépségdíjas találatot is jegyzett. Sokak szerint máig az 1999-es FA Kupa-elődöntőben lőtt gólja a legemlékezetesebb. Az Arsenal elleni találkozón a felezővonalról indulva több ellenfelet kicselezett, majd David Seaman fölött a kapuba lőtt.
1997-ben került először közel hozzá, hogy nemzetközi szinten is komoly sikert érjen el. Csapata bejutott a Bajnokok Ligája elődöntőjébe, de a Borussia Dortmund kiejtette onnan őket. Az első BL-címre még két évet kellett várnia, amikor is a Vörös Ördögök 2–1-re verték a Bayern Münchent a döntőben. A gárda ezután az Interkontinentális kupát is megnyerte, a döntőben Giggset választották a meccs legjobbjának.
2002 májusában, Denis Irwin távozása után ő lett a csapat legtapasztaltabb és legtöbb sikert megélt játékosa a keretben. A 2002–03-as szezonban, a Chelsea ellen megszerezte 100. gólját csapata színeiben. 2004. május 22-én ő is pályára lépett az FA Kupa döntőjében, melyet meg is nyertek a manchesteriek. Ez Giggsnek már a negyedik kupasikere volt, rajta kívül csak Roy Keane mondhatja el magáról, hogy ennyiszer megnyerte a kupát a Manchester United játékosaként.
2004 szeptemberében, egy Liverpool elleni meccsen lépett pályára 600. alkalommal a vörös mezeseknél. Egy évvel később felkerült a neve az angol labdarúgás dicsőségfalára. A 2007–08-as szezonban Nani és Anderson pályára lépett néhányszor a posztján, de továbbra is ő maradt az együttes első számú balszélsője. Az idény végén megnyerte a Bajnokok Ligáját a manchesteriekkel, rajta kívül összesen három brit játékos (Steve McManaman, Owen Hargreaves, Gareth Bale) mondhatja el magáról, hogy egynél többször nyerte meg a legrangosabb európai kupasorozatot.
A 2008–09-es évad elején Sir Alex Ferguson bejelentette, hogy ezentúl már leginkább belső középpályásként számít Giggsre a kora miatt. Hamar megszokta új posztját és több fontos gólpasszt is adott csapattársainak. 2009. április 29-én lejátszotta 800. mérkőzését is a Manchester United mezében. Lehetősége nyílt harmadszor is megnyerni a BL-t, de csapata 3–1-s vereséget szenvedett a döntőben a Barcelonától.
Tart egy érdekes rekordot is, egyedül ő mondhatja el magáról, hogy a Premier League megalapítása óta minden szezonban gólt szerzett.

## Válogatott
Gyerekként Giggs még Anglia iskolai válogatottjában játszott, de felnőttként már Walest képviselte. 1991-es bemutatkozásával ő lett a walesi válogatott történetének legfiatalabb játékosa. Egészen 2007-ig szerepelt a nemzeti csapatban, 2004-ben megkapta a csapatkapitányi karszalagot.
2006 szeptemberében ő is pályára lépett egy Brazília elleni barátságos meccsen. A találkozó után a brazilok szövetségi kapitánya, Dunga azt mondta róla, könnyedén beférne a csapatába az olyan sztárok mellett is, mint Kaká vagy Ronaldinho.
2007. május 30-án bejelentette, hogy hamarosan lemond a válogatottságról. Utolsó meccsét június 2-án, Csehország ellen játszotta a nemzeti csapatban.

## Sikerei, díjai
A Manchester United színeiben (1990–2014):
- 13-szoros angol bajnok: 1992–93, 1993–94, 1995–96, 1996–97, 1998–99, 1999–00, 2000–01, 2002–03, 2006–07, 2007–08, 2008–09, 2010–11, 2012–13
- 2-szeres Bajnokok Ligája–győztes: 1998–99, 2007–08
- 4-szeres FA Kupa–győztes: 1994, 1996, 1999, 2004
- 4-szeres Ligakupa–győztes: 1992, 2006, 2009, 2010
- 8-szoros angol szuperkupa-győztes: 1993, 1994, 1996, 1997, 2003, 2007, 2008, 2010
- 1-szeres UEFA-szuperkupa–győztes: 1991
- 1-szeres Interkontinentális kupagyőztes: 1999
- 1-szeres FIFA-klubvilágbajnok: 2008

## Edzői statisztika
2020. október 14-én lett frissítve.
| Manchester United | angol    | 2014. április 22. | 2014. május 11.   | 4  | 2  | 1 | 1 | 50    |
| Wales             | WAL      | 2018. január 15.  | 2020. október 14. | 24 | 12 | 4 | 8 | 50    |
| összesen          | összesen | összesen          | összesen          | 28 | 24 | 7 | 9 | 85.71 |

## Külső hivatkozások
- Ryan GIGGS (angol nyelven). fifa.com. [2018. április 16-i dátummal az eredetiből archiválva]. (Hozzáférés: 2018. április 15.)
- Ryan GIGGS (angol nyelven). national-football-teams.com
- RYAN GIGGS (angol nyelven). nationalfootballmuseum.com
- Ryan Giggs (angol nyelven). worldfootball.net